# Johann Ernst Bach
Pour les articles homonymes, voir Bach (homonymie).
Johann Ernst Bach était un cousin éloigné du cantor de Leipzig. Son arrière-grand-père et le grand-père de Jean-Sébastien Bach étaient frères.
Il fut baptisé le 30 janvier 1722 à Eisenach dont il fréquenta l'école de latin à partir de 1732. On le retrouve élève de son illustre cousin à la Thomasschule de Leipzig à laquelle il s'inscrit le 16 janvier 1737. Inconstant, Johann Ernst quitte rapidement Saint Thomas pour suivre des cours de droit à l'université mais, là encore, il abandonne et rejoint Eisenach pour y remplacer son père à l'orgue de la Georgenkirche. Johann Ernst y épouse Florentina Catharina Malschin le 21 octobre 1750 qui lui donnera 8 enfants.
Il s'occupe aussi un temps de l'orgue de la cour mais est appelé à Weimar pour y réorganiser la vie musicale locale. Les autorités le consacreront Kapellmeister début février 1756 mais il sera contraint de partir 2 ans plus tard, la chapelle a en effet été dissoute.
Johann Ernst retrouve l'orgue d'Eisenach et termine sa carrière en héritant du poste de trésorier de bénéfices du culte.
Il meurt à Eisenach où il est enterré le 3 septembre 1777.